# Arbeitsanweisung
Mit einer Arbeitsanweisung (englisch work instruction) konkretisiert der Arbeitgeber die im Arbeitsvertrag enthaltene Arbeitspflicht seiner Arbeitnehmer. Es handelt sich um eine mündlich oder schriftlich formulierte, mehr oder weniger detaillierte Weisung an Arbeitnehmer in Unternehmen oder Behörden, wie eine bestimmte Arbeitsaufgabe an einem Arbeitsplatz zu verrichten ist.

## Allgemeines
Arbeitsanweisungen sichern einen reibungslosen und gleichbleibenden Arbeitsablauf. Sie regeln die Aufgabenstellung, die Arbeitsmethode, den zeitlichen und räumlichen Arbeitsvorgang, den Einsatz geeigneter Arbeitsmittel und die Bearbeitung der Arbeitsobjekte. Arbeitsanweisungen zielen auf eine einheitliche Durchführung der Arbeitsschritte, Verringerung der Fehlerquote, Sicherung der Arbeitsqualität und Arbeitssicherheit, Kostenersparnis und eine homogene Einarbeitung neuer Mitarbeiter ab. Im Rahmen des Qualitätsmanagement sind Arbeitsanweisungen Bestandteil des Qualitätsmanagementhandbuches. Sie vervollständigen darin die Verfahrensanweisungen.

## Rechtsfragen
Arbeitsanweisungen schreiben vor, wie die arbeitsvertraglich geschuldete Arbeitsleistung eines Arbeitnehmers generell oder im Einzelfall auszuführen ist. Grundsätzlich kann der Arbeitgeber Arbeitsinhalt, Ort (Arbeitsplatz) und Arbeitszeit der Arbeitsleistung des Arbeitnehmers nach billigem Ermessen näher bestimmen (§ 106 GewO). Allerdings muss er dies in den Grenzen von Arbeitsvertrag, Betriebsvereinbarung, Tarifvertrag und gesetzlichen Bestimmungen vornehmen. Ergibt die Abwägung im Rahmen des § 106 Satz 1 GewO, dass eine Arbeitsanweisung des Arbeitgebers nicht der Billigkeit entspricht, braucht der Arbeitnehmer ihr nicht nachzukommen. Als Weisung wird sie einseitig vom Arbeitgeber festgelegt, ohne dass der Arbeitnehmer eine Mitwirkungsmöglichkeit (etwa im Wege der Mitbestimmung) besitzt. Sie zwingt den Arbeitnehmer zu einem Arbeitsverhalten, das in einem bestimmten Handeln oder Unterlassen bestehen kann.
Verbindliche Arbeitsanweisungen müssen dem billigen Ermessen entsprechen (§ 106 Satz 1 GewO). Diese Generalklausel bedeutet im Hinblick auf Arbeitsanweisungen, dass der Arbeitgeber in seiner Arbeitsanweisung die wesentlichen Umstände des Einzelfalls abgewogen und die beiderseitigen Interessen angemessen berücksichtigt hat. Er muss einzelne Arbeitsvorgänge sachlich, gerecht und ohne Willkür vorschreiben.
Ob sich ein Arbeitnehmer jedoch auch über eine unbillige (ungerechte) Ausübung des Direktionsrechtes des Arbeitgebers einfach hinwegsetzen darf, oder aber an diese vorläufig gebunden ist, dürfte seit 2017 in der höchstrichterlichen Rechtsprechung geklärt sein. Nach der Rechtsprechung des 5. Senats des Bundesarbeitsgericht (BAG) musste der Arbeitnehmer die Unverbindlichkeit und Unbilligkeit der Arbeitsanweisung zunächst gerichtlich überprüfen lassen, bevor er diese verweigerte. Arbeitnehmer mussten demnach erst einmal Arbeitsanweisungen des Arbeitgebers befolgen, auch wenn diese nicht billigem Ermessen (§ 315  Abs. 3 Satz 1 BGB) entsprachen. Auf Anfrage des 10. Senats nach § 45 Abs. 3 Satz 1 ArbGG, der eine gegenteilige Rechtsauffassung vertritt, hat der 5. Senat mitgeteilt, an seiner Rechtsprechung nicht festzuhalten.
Das Direktionsrecht des Arbeitgebers endet dort, wo die Ausführung einer erteilten Weisung dem Arbeitnehmer nach dem Grundsatz der Billigkeit nicht mehr zugemutet werden kann (§ 315 Abs. 2 BGB). Die Arbeitsanweisung gehört zum nicht mitbestimmungspflichtigen Arbeitsverhalten, weil sie sich auf die arbeitsvertragliche Leistungsverpflichtung des Arbeitnehmers bezieht.
Im Rahmen der Rechtsfigur des Organisationsverschuldens gibt es die Form des so genannten Anweisungsverschuldens. Fehlen Arbeitsanweisungen, sind sie lückenhaft oder missverständlich, haftet der Arbeitgeber für Schäden, die aus der Anwendung dieser Arbeitsanweisungen resultieren.

## Inhalt
Der Arbeitgeber kann aufgrund seines Weisungsrechts die Art und Weise der Arbeitsleistung, ihren Gegenstand und die Reihenfolge der einzelnen Arbeitsschritte festlegen. Auch die Begleitumstände der Arbeitsleistung wie etwa die Arbeitskleidung des Arbeitnehmers kann der Arbeitgeber vorgeben, wenn er dazu – etwa bei Arbeitsleistungen mit Kundenkontakt – ein sachlich berechtigtes Interesse hat. Der Arbeitnehmer muss es dann hinnehmen, dass ihm durch die einschränkenden Vorgaben des Arbeitgebers weitgehend die Möglichkeit genommen wird, seiner Kleidung zur Abgrenzung anderen gegenüber eine eigene persönliche Note zu geben.
Die Komplexität von Arbeitsaufgaben, die zunehmende Arbeitsteilung, die Arbeitssicherheit, der Arbeitsschutz und die Qualitätssicherung machen es erforderlich, einzelne betrieblichen Arbeitsabläufe genau vorzugeben. Mit Hilfe von Arbeitsanweisungen werden Aufgaben, Kompetenzen und Verantwortungen geregelt, die Zusammenarbeit einzelner Abteilungen organisiert, interne Meldepflichten oder Vordrucke eingeführt, zeitliche oder qualitative Vorgaben gemacht und die bei einem bestimmten Arbeitsschritt einzusetzenden Arbeitsmittel vorgeschrieben. Eine Arbeitsanweisung stellt die verbindliche Regelung für die jeweiligen Arbeitsabläufe dar mit Angabe der Arbeitsmethode, des räumlichen und zeitlichen Ablaufs und der zu benutzenden Arbeitsmittel und Unterlagen.
Arbeitsanweisungen müssen verständlich, konkret und eindeutig verfasst sein. Umfangreiche Arbeitsanweisungen sind in Handbüchern (englisch Manuals) niedergelegt, im öffentlichen Dienst heißen sie oft Dienstanweisung. Nach der Dauerhaftigkeit unterscheidet man einmalige mündliche Arbeitsanweisungen eines Vorgesetzten an einen Mitarbeiter bei einem konkreten Arbeitsablauf („kontrollieren Sie heute bitte das Kassenbuch“) und dauerhaft für alle Mitarbeiter geltende Arbeitsanweisungen für repetitive Tätigkeiten. Verstößt jemand gegen Arbeitsanweisungen (Arbeitsverweigerung), so kann dies arbeitsrechtliche Folgen haben. Diese reichen – je nach Schwere des Verstoßes – von der einfachen Ermahnung bis zur Abmahnung oder gar verhaltensbedingten Kündigung. Verhaltensbedingte Gründe im Sinne des § 1 Abs. 2 KSchG liegen vor, wenn der Arbeitnehmer mit den ihm vorgeworfenen Verhalten eine Vertragspflicht schuldhaft erheblich verletzt, das Arbeitsverhältnis konkret beeinträchtigt wird, eine zumutbare Möglichkeit anderer Beschäftigung nicht besteht und die Lösung des Arbeitsverhältnisses in Abwägung der Interessen beider Vertragsteile billigenswert und angemessen erscheint. Fehlen einem Arbeitnehmer ausreichende Deutschkenntnisse, so dass er schriftliche Arbeitsanweisungen nicht versteht, kann dieses eine ordentliche Kündigung rechtfertigen.